# Marie-France Boyer
Marie-France Boyer (Marsella, 22 d'abril de 1938) és una actriu, cantant, escriptora, fotógrafa i empresària francesa. Com a actriu, ha treballat amb actors i directors destacats de l'escena francesa i italiana, com François Villiers, Henri Verneuil, Agnès Varda, Riccardo Freda, Luc de Heusch i Gilles Grangier.

## Biografia
Marie-France Boyer està casada amb Rémy Grumbach (productor i realitzador), des de començaments dels anys 1970, després de separar-se de Jean Zorbibe (president director general del grup Lancel) amb qui va tenir dos fills.
Marie-France Boyer també va ser la protagonista femenina de la sèrie de televisió Quentin Durward interpretant a Isabelle de Croye, el destí del qual es converteix en tema de disputa entre el duc de Borgonya i el rei de França. Com a part d'aquest paper, també canta dues cançons medievals.

## Filmografia

### Cinema
- 1959: La Verte Moisson de François Villiers, amb Pierre Dux, Dany Saval, Jacques Perrin: Sophie
- 1964: Week-end à Zuydcoote de Henri Verneuil, amb Jean-Paul Belmondo, Catherine Spaak, Georges Géret: Jacqueline
- 1964: Les Baisers de Bernard Toublanc-Michel, amb Catherine Sola, Charles Sébrien, Eric Schlumberger: Diane
- 1965: Le Bonheur d'Agnès Varda, amb Jean-Claude Drouot, Claire Drouot, Olivier Drouot: Émilie
- 1965: La Bonne Occase de Michel Drach, amb Francis Blanche, Edwige Feuillère, Michel Serrault: l'épouse de Jacques
- 1966: L'Étrangère de Sergio Gobbi, amb Pierre Vaneck, Pierre Massimi, Colette Castel: Sylvie
- 1966: Trappola per l'assassino de Riccardo Freda, amb Georges Géret, Irène Papas, Jean-Pierre Marielle: Suzanne
- 1967: L'Inconnu de Shandigor de Jean-Louis Roy, amb Ben Carruthers, Daniel Emilfork, Howard Vernon: Sylvaine
- 1967: Jeudi on chantera comme dimanche de Luc de Heusch, amb Bernard Fresson, Etienne Bierry, Francis Lax: Nicole
- 1969: Une fille nommée Amour de Sergio Gobbi, amb Daniel Moosmann, François Leccia, Jean Luciani: Corinne
- 1970: Piège blond de Jean Jabely: Yselle
- 1970: The Man Who Had Power Over Woman de John Krish, amb Rod Taylor, Carol White, James Booth: Maggie
- 1976: Une fille nommée Apache, de Giorgio Mariuzzo, amb Al Cliver, Clara Hopf, Federico Boido

### Televisió
- 1962 : L'inspecteur Leclerc enquête de Marcel Bluwal, episodi "La Vengeance" : la femme de chambre
- 1964 : Thierry la Fronde : Blanche de Linais, de Robert Guez, amb Jean-Claude Drouot, Robert Bazil, Fernand Bellan
- 1964 : L'Abonné de la ligne U : Juliette Guillaume, de Yannick Andréi, amb Jacques Dacqmine, Jacques Duby, Maria Mauban, Jean Galland
- 1964 : Rocambole : Hermine de Beaupréau, de Jean-Pierre Decourt, amb Pierre Vernier, Jean Topart, Michel Beaune, Julien Guiomar, Georges Adet, Annick Alane
- 1965 : À chacun son La, amb Salvatore Adamo, Barbara, Gilbert Bécaud
- 1966 : Dim, Dam, Dom : l'ange, amb Jacques Dutronc, Serge Gainsbourg, Chantal Goya
- 1966 :Comment ne pas épouser un milliardaire : Myriam Barlett, de Roger Iglesis, amb Jean-Claude Pascal, Jacques Sereys, Yori Bertin, Magali Noël, Jean Galland, Pierre Tornade, Guy Kerner, Georges Aminel, Fernand Sardou, Amboise Bia, Clément Michu
- 1971: Quentin Durward de Gilles Grangier: Isabelle de Croye

## Teatre
- 1956: Phédre de Racine, posada en escena Roland Monod, Théâtre Grignan Marsella
- 1957: Les Fourberies de Scapin de Molière, posada en escena Michel Fontayne, Marsella

## Discografia
- 1967 "Tea for Two", amb Frank Alamo, extret de la comèdia musical "No, no, Nanette" de Vincent Youmans
- 1967 "Je t'appartiens", amb Olivier Despax, en visual a la televisió.

## Llibres de fotos
- (anglès) Matisse at villa Le Rêve, Londres, Thames and Hudson, 2004
- (anglès) Cabin fever: sheds and shelters, huts and Hhideaway, Londres, Thames and Hudson, 1993
- (anglès) Private Paris: the most beautiful apartments, amb Philippe Girardeau, Londres, Thames and Hudson, 1988
- (anglès) Spirit of the sea, Londres, Thames and Hudson, 2003-2004
- (anglès) Village voices, french country life, Londres, Thames and Hudson, 1990
- La Vie de village (Vic-sur-Cère), amb Helene Ardant, Londres, Thames and Hudson, 2010
- (anglès) Really rural: authentic french country interiors, Londres, Thames and Hudson, 1997
- (anglès) The Cult of the Virgin: Offerings, Ornaments, and Festivals, Londres, Thames and Hudson, 2000-2006
- (anglès) The private realm of Marie-Antoinette, Londres, Thames and Hudson, 2006
- (anglès) French café, Londres, Thames and Hudson, 1994
- Marie-France Boyer; Vincent Darré. Rizzoli Flammarion. Intérieurs surréalistes, décembre 2018. ISBN 978-0847864614.